# Roberto Mussi
Roberto Mussi (Massa, 25 augustus 1963) is een Italiaans voormalig profvoetballer, die als verdediger het grootste deel van zijn carrière uitkwam voor AC Parma. Daarnaast verdedigde hij de kleuren van US Massese, AC Milan en Torino. Hij speelde elf interlands voor Italië en nam met zijn vaderland deel aan het WK voetbal 1994 in de Verenigde Staten. Mussi sloot zijn loopbaan in 1999 af bij AC Parma.

## Erelijst
AC Milan
- Serie A: 1988
- Supercoppa: 1988
- Europa Cup I: 1989

 Torino
- Coppa Italia: 1993
- Serie B: 1990
- Mitropa Cup: 1991

 AC Parma
- Serie C1: 1986
- Coppa Italia: 1999
- UEFA Cup: 1995, 1999

1 Pagliuca ·
2 Apolloni ·
3 Benarrivo ·
4 Costacurta ·
5 Maldini ·
6 Baresi  ·
7 Minotti ·
8 Mussi ·
9 Tassotti ·
10 R. Baggio ·
11 Albertini ·
12 Marchegiani ·
13 D. Baggio ·
14 Berti ·
15 Conte ·
16 Donadoni ·
17 Evani ·
18 Casiraghi ·
19 Massaro ·
20 Signori ·
21 Zola ·
22 Bucci ·
Coach: Sacchi
1 Peruzzi ·
2 Apolloni ·
3 Maldini  ·
4 Carboni ·
5 Costacurta ·
6 Nesta ·
7 Donadoni ·
8 Mussi ·
9 Torricelli ·
10 Albertini ·
11 Baggio ·
12 Toldo ·
13 Rossitto ·
14 Del Piero ·
15 Di Livio ·
16 Di Matteo ·
17 Fuser ·
18 Casiraghi ·
19 Chiesa ·
20 Ravanelli ·
21 Zola ·
22 Bucci ·
Coach: Sacchi